# Rezerwat przyrody Nad Kotelniczym Potokiem
Rezerwat przyrody Nad Kotelniczym Potokiem – leśny rezerwat przyrody we wsi Jaworki, w gminie Szczawnica, w powiecie nowotarskim, w województwie małopolskim. Leży na gruntach Skarbu Państwa w zarządzie Nadleśnictwa Krościenko (leśnictwo Czarna Woda), w granicach Popradzkiego Parku Krajobrazowego oraz obszaru siedliskowego sieci Natura 2000 „Ostoja Popradzka” PLH120019.
Zajmuje powierzchnię 24,8 ha (akt powołujący podawał 26,50 ha). Został powołany Zarządzeniem Ministra Leśnictwa i Przemysłu Drzewnego z 25 listopada 1959 roku (M.P. z 1960 r. nr 5, poz. 24). Według aktu powołującego, rezerwat utworzono w celu zachowania ze względów naukowych, dydaktycznych i turystycznych pierwotnego fragmentu puszczy karpackiej regla dolnego w postaci typowo wykształconej buczyny karpackiej.